# Кубалыбалаоглан
Кубалыбалаоглан (азерб. Qubalıbalaoğlan) — село в Кубалыбалаогланском административно-территориальном округе Аджикабульского района Азербайджана.

## Этимология
Прежнее название — Кубалы-Араб-Бала-Оглан. Араб-Бала-Оглан — одно из племён арабского происхождения, проживавших на территории Мугани в XIX веке. Составная часть Кубалы — искаженная форма слова куфали, которое в свою очередь, происходит от топонима Куфа.

## История
Основано в XIX веке арабами из племени Араб-Бала-Оглан, которые пришли в Мугань в IX веке из города Эль-Куфа.
Село Кубали-Бала-Оглан в 1886 году согласно административно-территориальному делению Бакинской губернии относилось к Ранджбарларскому сельскому обществу Джеватского уезда.
Село Кубалы-Бала-оглан в 1913 году согласно административно-территориальному делению Бакинской губернии относилось к Кубалы-Бала-огланскому сельскому обществу Шемахинского уезда.
Во время мартовский событий 1918 года в селе было убито 530 человек, из них — 135 детей.
В 1926 году согласно административно-территориальному делению Азербайджанской ССР село относилось к дайре Кубали-Бала-Оглан Шемахинского уезда.
После реформы административного деления и упразднения уездов в 1929 году был образован Ранджбарский сельсовет в Карасуинском районе Азербайджанской ССР. Позже район упразднен, село вошло в состав Али-Байрамлинского района, но в 1939 году село передано в состав Кази-Магомедского района.
4 декабря 1959 года Кази-Магомедский район ликвидирован, а село передано в состав Али-Байрамлинского района.
Согласно административному делению 1961 года село Кубалыбалаоглан входило в Ранджбарский сельсовет Али-Байрамлинского района Азербайджанской ССР, в 1963 году село передано в состав Сальянского района.
24 апреля 1990 года село передано в состав новообразованного Аджикабульского района.
В 1999 году в Азербайджане была проведена административная реформа и внутри Ранджбарского административно-территориального округа был учрежден Кубалыогланский муниципалитет Аджикабульского района.
15 мая 2003 года из состава Ранджабарского АТО выделен новый, Кубалыбалаогланский административно-территориальный округ.

## География
Через Кубалыбалаоглан протекает река Пирсаат.
Село находится в 23 км от райцентра Аджикабул и в 115 км от Баку. Ближайшая железнодорожная станция — Пирсаат.
Село находится на высоте 49 метров над уровнем моря.

## Население
| Численность населения | Численность населения | Численность населения | Численность населения | Численность населения |
| 1886                  | 1911                  | 1987                  | 1999                  | 2009                  |
| --------------------- | --------------------- | --------------------- | --------------------- | --------------------- |
| 733                   | ↗778                  | ↗2510                 | ↘2404                 | ↗2715                 |

В 1886 году в селе проживало 733 человека, все — азербайджанцы, по вероисповеданию — мусульмане-шииты.
По Азербайджанской сельскохозяйственной переписи 1921 года в Кубали-Балаоглан Навагинского сельского общества Шемахинского уезда имелось 175 хозяйств и 777 жителей, преимущественно азербайджанские тюрки.
Население преимущественно занимается подсобным хозяйством.

## Климат
| Показатель                                             | Янв. | Фев. | Март | Апр. | Май  | Июнь | Июль | Авг. | Сен. | Окт. | Нояб. | Дек. | Год  |
| ------------------------------------------------------ | ---- | ---- | ---- | ---- | ---- | ---- | ---- | ---- | ---- | ---- | ----- | ---- | ---- |
| Средний суточный максимум, °C                          | 6,4  | 6,9  | 10,2 | 17,9 | 23,4 | 28,5 | 31,8 | 32,3 | 26,6 | 20,1 | 16,1  | 8,8  | 19,3 |
| Средняя температура, °C                                | 3,2  | 3,7  | 6,5  | 13,2 | 18,3 | 23,3 | 26,2 | 26,3 | 21,7 | 15,9 | 12,4  | 5,4  | 14,7 |
| Средний суточный минимум, °C                           | 0    | −0,5 | 2,9  | 8,5  | 13,3 | 18,1 | 20,7 | 20,3 | 16,9 | 11,7 | 8,8   | 2,0  | 9,9  |
| Норма осадков, мм                                      | 24   | 25   | 31   | 42   | 30   | 24   | 11   | 10   | 20   | 35   | 30    | 25   | 307  |
| Источник: http://en.climate-data.org/location/992259/6 |      |      |      |      |      |      |      |      |      |      |       |      |      |

Среднегодовая температура воздуха в селе составляет +14,7 °C. В селе полупустынный климат.

## Инфраструктура
В советское время в селе располагалось отделение Ранджбарского молочного совхоза, которое с 1991 года преобразовано в колхоз имени Гаджи Зейналабдина Тагиева, близ села располагались птицефабрики.
В селе расположены почтовое отделение, врачебный пункт, средняя школа, мечеть, библиотека.
Близ села расположена Ханега на реке Пирсагат. В 2018 году в селе открыт памятник погибшим в марте 1918 года 12 воинам Азербайджанской Демократической Республики и Кавказской Исламской Армии и 530 мирным жителям.